# Vilcabamba (ort)
Vilcabamba är en ort i Ecuador.   Den ligger i provinsen Loja, i den södra delen av landet, 500 km söder om huvudstaden Quito. Vilcabamba ligger 1 570 meter över havet och antalet invånare är 4 478.
Terrängen runt Vilcabamba är kuperad åt sydväst, men åt nordost är den bergig. Runt Vilcabamba är det mycket glesbefolkat, med 4 invånare per kvadratkilometer. Det finns inga andra samhällen i närheten. I omgivningarna runt Vilcabamba växer i huvudsak städsegrön lövskog.